# أدب الرهبان
| أدب إسباني |
| --- |
| |
| أدب ألفونسو العاشر أدب العصور الوسطى الترجمات في العصر الذهبي الإسباني أدب عصر النهضة رواية فروسية رواية شطارية رواية بيزنطية ميغيل دي ثيربانتس أدب الباروك أدب عصر التنوير أدب الرومانسية أدب الواقعية أدب الحداثة الأولترايسمو جيل 98 جيل 1914 جيل 27 جيل الخمسينات رواية اجتماعية إسبانية ما بعد الحرب |
| انظر أيضًا |
| نقد أدبي • الانطباعية • رومانسية المدرسة الإبداعية • النقد أدب بورتوريكو • البوم الأمريكي اللاتيني البرناسي • واقعية أدبية • طبعانية الرومانسية الجديدة • العبثية في الأدب • باروكية • واقعية سحرية حداثة • كلاسيكية • سريالية • رمزية                                                                    |

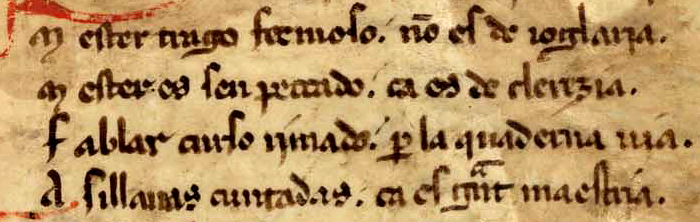
المقطع الثاني من كتاب الإسكندر.

أدب الرهبان هو أدبٌ من العصور الوسطى ألَّفه رجال الدين، أي رجال مُتَعَلِّمون وليسوا بالضرورة كهنة، يُمكن أن يكونوا نبلاء مثل بيدرو لوبيث دي أيالا، يهود مثل سيم توب، أو مسلمون مثل الكاتب المجهول لقصيدة يوسف. كان لرجال الدين معرفة تتجاوز العلوم الثلاثة أو التعليم الابتدائي في ذلك الوقت. هؤلاء رجال الدين قد درسوا، بالمقابل، الدراسات العليا في ذلك الوقت، أي التعليم العالي المشتق من العلوم الأربعة، ومن هنا يمكن أن تأتي عبارة الفقرةالرباعية، التي استُخدمت للإشارة إلى الفقرة الشعرية مُوحدة القافية ذات المقاطع الرباعية.

## الأنواع الأدبية الثلاثة
كلمة "مِسْتِر" تأتي من اللاتينية "ministerium" تعني (مهنة)؛ في العصور الوسطى، التي كانت منظمة بشكل صارم في ثلاثة طبقات أو فئات: العامة، النبلاء، ورجال الدين، تم تمثيل هذه الطبقات في المجال الأدبي من خلال ثلاثة أنواع من الأدب التي كانت تنبثق من تلك القطاعات الاجتماعية مثل: العمال أو الخدم وأتباع السيد،كهنة أو رجال الدين، والمدافعون او العسكريون.
كان شعر الجوالة هو الأكثر شعبية، على الرغم من أنه لم يكن يتمتع بشعبية كبيرة لدرجة أن مؤلفيه لم يتلقوا تدريبًا أفضل بكثير من المعتاد: كان الأدب التقليدي الحقيقي للأميين والأميين شفهيًا وغنائيًا بشكل أساسي، بينما كان المنشدون ينشرون القصائد السردية للمحاربين. موضوع من تأليف أشخاص متعلمين، مؤلفين حقيقيين للأغاني الملحمية، يوجه هذا المنتج إلى جمهور متنوع للغاية وغير مختار في ساحات المدن أو القلاع، بأسلوب شعري غير منتظم ومتباين المقاطع من القافية المتناغمة في القوافي الأحادية الطويلة، مع ستيكوميتيا عادية وبسيطة البلاغة، بطريقة شبه ممثلة.
على العكس، كان الشعر البلاطي أقل وضوحا من غيره، نشأ في حضن البلاط، في الدواوين الملكية، واستخدم دائماً شكل النثر للمجالات القانونية والبلاطية، بهدف تعليمي لتكوين نبلاء وسياسيين يمكنهم الازدهار في الظروف الصعبة للعصور الوسطى الإسبانية المضطربة؛ وتستجيب لهذا الهدف العديد من مجموعات القصص، والأعمال التاريخية، والمختلفة من كتابات دون خوان مانويل وغيره من الكتّاب باللغة القشتالية واللاتينية.
يُنشأ مذهب أدب الرهبان، على النقيض، في الأوساط الكنسية والدينية الأكثر ثقافة، مثل المدارس العامة أو المدارس الكاتدرائية أو الرهبانية، ويستخدم مفردات واسعة، مليئة بالألفاظ اللاتينية والألوان البلاغية، والوزن الشعري المنتظم والمماثل، وقافية أكثر تعقيدًا، القافية الملتزمة، مع موضوعات غير حربية بل دينية وأخلاقية ووعي واضح برغبة في تقديم "شيء مختلف" عن الجوالين، على الرغم من أنهم غالبًا ما أخذوا بعض الأساليب الأدبية من الجوالين الذين كانوا قد شكلوا بالفعل تقليدًا أدبيًا معينًا ساهموا في إثرائه.
ومع ذلك، فإن مذهب رجال الدين هو تسمية تحمل معنيين: أحدهما محدود وأكثر تجانسًا، والآخر واسع وأكثر تباينًا. المعنى المحدود يشير فقط إلى مجموعة من الأعمال ذات الخصائص المحددة جدًا التي تتبع نهج كتاب أليخاندرو: كتاب أبولونيو وسير القديسين لجونثالو دي بيرثيو فقط. أما المعنى الأوسع، فيتعلق بجميع المشتقات اللاحقة التي تكيفت مع هذا النموذج وفقًا لظروف اجتماعية وعقليات مختلفة: كتاب الحب الجيد -الحب الطيب، القصائد القصرية، قصيدة فرناندو جونثاليث، الأمثال الأخلاقية، قصيدة يوسف، إلخ. هذه المجموعة الثانية أوسع وأكثر تباينًا.

## تسلسل زمني
شعر أدب الرهبان يعود إلى القُرنين الثَّالث عشر والرَّابع عشر، على الرَّغم من أنّه في القرن الخامس عشر لا تزال تظهر أعمال مُتأثرة بهذه المدرسة. كانت أولي إنتاجات هذا الحَركة هي كتاب أبولونيوس وكتاب الإسكندر، حيث تم في مقطعه الثاني لشرح بيان هذه المدرسة الشِّعرية الجديد:
«أقدم لكم فنًا جميلاً، ليس من فن الجُوَّالة

إنه فن بلا خطيئة، لأنه من فنون رجال الدين

أشعاري تتبع الوزن الرباعي

بحساب دقيق للمقاطع، فهذا هو الإتقان العظيم» (من كتاب الإسكندر، المقطع الثاني}.
جونثالو دي بيرثيو، المؤلف الرئيسي لهذه المدرسة، اتبع بشكل رئيسي النموذج الذي اقترحته التحفة الأدبية لهذا النوع، كتاب الإسكندر، الذي ربما ألفه هو نفسه أو شخص يدعى خوان لورينثو دي أستورجا. تلقي تعليمه في الدراسات العامة (السابقة للجامعات الحديثة) في بلنسية، حيث اكتسب ثقافة راسخة. لم يكن راهبًا كما يُعتقد عادة، بل كان رجل دين وكاتبًا كنسياً في أديرة سانتو دومينغو دي سيلوس وسان مييان دي لا كوجويا، وألّف قصائده لسير القديسين بهدف عملي أكثر منه تعبدي، لتشجيع الحجاج على زيارة الآثار المقدسة التي كانت تُكرم في كلا المكانين. أراد كتاب (الفقرة الرباعية) أن يتميزوا عن العروض غير المنتظمة لمأدب شعر الجوالة، لكنهم استعانوا أحيانًا بأساليبهم ليكونوا مفهومين، لأن المادة الرفيعة التي تناولها كانت تتطلب منهم تهذيب اللغة وإدخال العديد من الألفاظ المثقفة التي صعّبت اللغة الشعبية. لذا، فإن أدب الرهبان هو واحدة من المدارس الأدبية الثلاث الكبرى بين القرنين الثالث عشر والرابع عشر، بالإضافة إلى أدب شعر الجوالة والشعر البلاطي
تطور أدب الرهبان في القرن الرابع عشر سعى إلى تجديد المقطوعة الرباعية المملة بعض الشيء بإدخال أبيات شعرية مؤلفة من خمسة عشر أو ستة عشر مقطعًا، حيث تظهر النصف أبيات الشعرية من ثمانية مقاطع، أو حتى مقطوعات كاملة من ستة عشر مقطعًا. من ناحية أخرى، أُدخلت أيضًا تركيبات شعرية بالزجل، أو استعانوا بهدف تخفيف الرتابة العروضية، بالقوافي الداخلية في النصف أبيات الشعرية، وهذا كان إسهامًا من سيم طوب؛ بالإضافة إلى ذلك، جُددت المواضيع أيضًا بإضافة الدنيوية إلى الدينية والأخلاقية. تم تحقيق فردية فنية أكبر باللجوء، على عكس القرن السابق، إلى بعض المصادر الخاصة وتجربة المؤلف، الذي يبدأ في أن يكون فنانًا بدلاً من حرفيًا. تُدار المصادر بحرية أكبر ولم تعد تُترجم وتُوسع بشكل خاضع. علاوة على ذلك، أُضيفت بعض النقد الاجتماعي المتوافق مع التوترات التي كانت تذيب العصور الوسطى والتي جاءت في النهاية من تطور البرجوازية؛ وهذا ما يظهر في السخرية من قوة المال المساواة التي تسمح بكسر الحواجز بين الطبقات والتي قدمها خوان رويز في كتابه كتاب الحب الفاضل
، أو الهجوم على التجار الذين يخدعون ليصبحوا أغنياء والذي يحتويه ريمادو دي بالاثيو للمستشار بيدرو لوبيث دي أيالا.
أخيرًا، في القرن الخامس عشر، عُممت المقاطع الرباعية للأبيات المؤلفة من ستة عشر مقطعًا، وتُركت الابتكارات العروضية وعادوا إلى المواضيع الأخلاقية والدينية للمرحلة الأولى.

## الخصائص
هذه النصوص هي من تأليف رجال متعلمين ورهبان يستخدمون ألوان البلاغة ومفردات ذات ثقافة متكررة مأخوذة مباشرة من اللاتينية دون تغيير.
- تتناول مواضيع دينية وتاريخية بهدف التوجيه الأخلاقي، مستمدة من مصادر أخرى عادة ما تكون من اعمال القرون الوسطي اللاتينية.
- تُنشأ لأغراض التسلية والتعليم للناس(انظر للمقطع ٣ من (كتاب الإسكندر)، ولدفعهم نحو الفضيلة والتقوى.
- تكتب عادة بشكل أبيات منتظمة، بشكل أليخاندرينو أو بنظام شعر مكونا من أربعة عشر مقطعا منقسمين الي شطرين متساوين ويتكون كل منهما من سبعة مقاطع ويفصل بينهما وقفة قوية اي موحد القافية، على عكس أدب شعر الجوالة الذي يستخدم الأبيات غير المنتظمة وغير متساوية لعدد المقاطع والنصفيات وشطرين غير متجانسين.
- إنهم يستخدمون القافية الأكثر صعوبة وتطلبا ،الحرف الساكن علي عكس ، شعر الجوالة الذي يستخدم القافية المتناغمة، والشعر البلاطي الذي يفضل استخدام النثر.
- لقد استخدموا النمط الشعري المفضل القافية الرباعية الاحادية، وفي القرن الرابع عشر يستخدمون قياسات اخرى لإضفاء تنوع بدلا من رتابة الوحدة الشعرية، بما في ذلك الزجل أو الأنماط المتغيرة للفقرة الرباعية، مثل سيم توب.
- غياب الموضوعات بطولية. على عكس شعر الجوالة ، يتناول مؤلفو هذه الموضوعات دينية وزاهدة. فقط عمل واحد في هذا التيار يطور موضوعًا ملحميا.
- الوعي والرغبة في الجماليات الثقافية (الفن الجميل). أبيات شعر أدب الرهبان مصممة لتكون مُقرَّرة للتلاوة.

## التطور
تعكس التطورات النمطية والموضوعية في أدب الرهبان تطور المجتمع في عصرها: من الالتزام الصارم والترجمة أو التوسيع للمصادر، والاستخدام القياس الأحادي والمواضيع الدينية والأخلاقية بشكل سائد في القرن الثالث عشر،وانتقل إلى إبداع أكثر أصالة وحرية، واستخدام الأبيات المتعددة الأنماط والانفتاح على المواضيع الدنيوية في القرن الرابع عشر (مثال جيد على ذلك هو رئيس القسم في هيتا). وفي القرن الخامس عشر، بعد الوباء الأسود والانشقاق الغربي وظهور التفاني الحديث، عادت الأدبية إلى التدين الكئيب والأبيات الموحدة، ولكن الآن في الفقرات الرباعية الطرق بأبيات تتكون من ستة عشر مقطعًا (التي كانت مستخدمة بالفعل في القرن السابق).

## أعمال بالشكل الرباعي
- كتاب أبلونيوس.
- كتاب الإسكندر، منسوب إلى خوان لورينزو دي أستروجا أو إلى جونثالو دي بيرثيو.
- قصيدة فيرنان جونثاليث أُعيدت صياغتها في أسلوب الأربعة شطرات لقصيدة ملحمية.
- عقوبات وأمثلة كاتون.
- قصيدة يوسف.
- مقاطع يوسف الشعرية.
- الأمثال الأخلاقية لسيم توب (أو سانتوب).
- حياة القديس سان إلديفونسو المستفيد من أوبيدا.
- كتاب بؤس الإنسان، مجهول المؤلف.
- أمثال شعرية في قافية للحكيم سليمان، ملك إسرائيل،]] منسوبة إلى المستشار بيدرو لوبيز دي أيالا.
- قصائد قصر بيدرو لوبيث دي أيالا، مستشار قشتالة ومؤرخ.
- أعمال غونزالو دي بيرثيو: معجزات السيدة العذراء، حياة سان مييان، سان القديسة أوريا، حياة سانتو دومينجو دي سيلوس، استشهاد القديس لورينزو، العلامات التي ستظهر قبل المحاكمة، مدائح السيدة العذراء، عن التضحية بالقداس، حزن مريم العذراء.
- كتاب الحب الفاضل، لخوان رويز، رئيس كنيسة هيتا.

## أعمال بأوزان شعرية أخري
من ناحية أخرى، هناك عدد من الأعمال التي لا تستخدم القوافي المكونة من أربعة أبيات ويمكن اعتبارها أيضًا جزءًا من هذا النوع: "سبب الحب مع اتهامات الماء والنبيذ"، "آي القدس"، "حياة القديسة مريم المصرية"، "ايلينا ومريم"، "كتاب الطفولة ووفاة يسوع أو الملوك الثلاثة من الشرق" و"التاريخ الطروادي متعدد الأوزان" من بين آخرين.

## أعمال أدبية لم تكتمل
تم الحفاظ فقط على أجزاء من عدة أعمال:اغنية للملك دون الونسو"، عن الملك الحكيم وصراعاته مع سانشو الرابع، بالإضافة إلى بعض التراتيل لخدمة الآلام، وساعات من الروح القدس، وأناشيد للسيدة العذراء، وصلاة للقديسة ماجدلين، تعود إلى القرون الثالث عشر أو الرابع عشر.

## الأعمال المفقودة
لقد فُقد عدد من الأعمال التي يمكن تصنيفها ضمن المدرسة؛ على سبيل المثال، حدث موسع من حياة الكسندر الأكبر تحت عنوان "النذورات الببغاء"، التي عرفها وقرأها دون إينيغو لوبيز دي مندوزا والتي فُقدت آثارها في يديه؛ وحياة القديس توريبيو دي ليبانا، التي نتمكن فقط من تخيّلها من خلال بعض المشاهد التي يبدو أنها مُمثلة في رؤوس الأقواس في كنيسة الدير، بالإضافة إلى الحيواة المختلفة للقديس في النثر؛ وحياة القديس دومينيجو دي غوزمان. والأمر الأكثر إثارة للشكوك هو إمكانية وجود "ترجمة لشهداء ارلانزا " لجونثالو دي بيرثيو.

## روابط خارجية
El mester de clerecía
Portal consagrado a la obra de Gonzalo de Berceo y el mester de clerecía
Artículo de Isabel Uría Maqua que replantea la unidad del mester de clerecía del siglo XIII
Artículo de Alan Deyermond sobre el mester de clerecía.
Juan García Única - Universidad de Granada (2009). «De juglaría y clerecía: el falso problema de lo
culto y lo popular en la invención de los dos mesteres». Espéculo. Revista de estudios literarios.
```
Universidad Complutense de Madrid. Consultado el 18 de abril de 2010.
```

Francisco Rico, «La clerecía del mester», Hispanic Review, vol. 53, n.º 1 (invierno, 1985), págs. 123
Jesús V. Magdalena (2018). «El mester de clerecía. Gonzalo de Berceo. Arcipreste de Hita»